# Theatrum Botanicum
Theatrum Botanicum es un libro con ilustraciones y descripciones botánicas que fue escrito en el año 1640 por el botánico inglés John Parkinson (1567 - 1650), con el nombre de Theatrum Botanicum: The Theater of Plants : Or, An Herball of Large Extent: Containing Therein a More Ample and Exact History and Declaration of the Physicall Herbs and Plants ... Distributed Into Sundry Classes Or Tribes, for the More Easie Knowledge of the Many Herbes of One Nature and Property ..
Es complementario de Paradisi in Sole Paradisus Terrestris, y trata sobre todo de hierbas medicinales; allí  describieron 3.800 especies.